# شقاقل جویباری (سرده)
شقاقل جویباری (نام علمی: Sium) نام یک سرده از تیره چتریان است.